# Burg Friedland
Die Burg Friedland war eine mittelalterliche Höhenburg in Friedland, Landkreis Göttingen, in Niedersachsen. Die um 1280 auf einer Erhebung im Leinetal errichtete Anlage diente der Sicherung des welfischen Einflussgebietes an der Grenze zu Hessen und Thüringen. Nach der Zerstörung der Burg 1625 im Dreißigjährigen Krieg wurde ihr Steinmaterial um 1740 zum Bau von Amtsgebäuden in Friedland verwendet.

## Lage
Die Burg hatte eine strategisch günstige Lage, von der aus sich das Tal der Leine gut kontrollieren ließ. Sie befand sich am Rande einer Steilkante des Hagenbergs als einer Erhebung innerhalb einer Engstelle des Leinetals, wo es nur einen Kilometer breit ist. Direkt gegenüber auf der anderen Seite der Leine befindet sich die Madeburg, die allerdings deutlich früher datiert. Es handelte sich von der Lage her um eine Grenzburg zwischen welfischem Gebiet und Hessen. Auch heute noch liegt die Burgstelle in Niedersachsen nur wenige hundert Meter von der Grenze zu Hessen entfernt. Ebenfalls eine Kontrollfunktion als Grenzburg kam der 1351 von Herzog Ernst I. errichtete Brackenburg bei Münden zu.

## Beschreibung

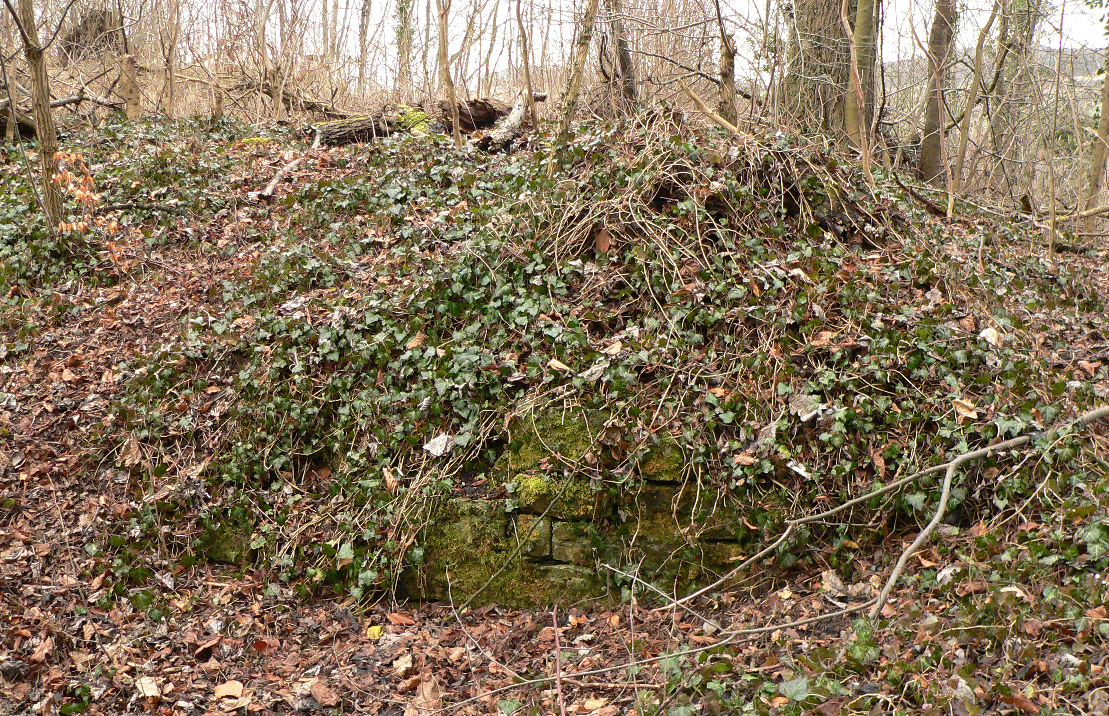
Mauerrest auf dem Burghügel

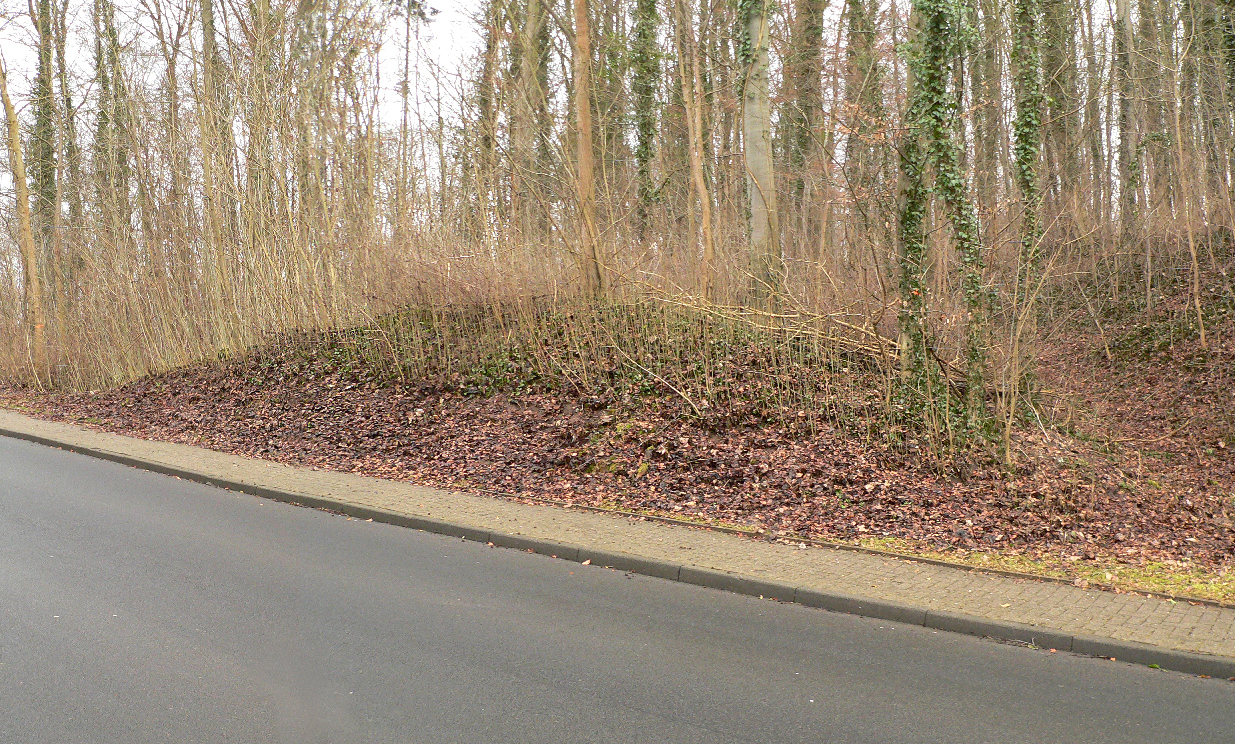
Von der Straße durchschnittener Wall der Vorburg

Die Burganlage bestand aus einer Hauptburg und einer westlich angegliederten Vorburg, die jüngeren Baudatums war. Die Hauptburg bestand aus zwei Gebäuden und einem Bergfried, der mindestens sechs Stockwerke aufwies. Umfasst war der rechteckige Komplex von einer Ringmauer mit vorgelagertem Trockengraben. In den Mauerecken standen Flankierungstürme. In der etwa 60 Meter langen Vorburg befanden sich Wirtschaftsgebäude und Gesindeunterkünfte. Von der Burganlage finden sich im heute waldbestandenen Gelände noch Wälle der Vor- und Hauptburg sowie der tiefe Burggraben.
Auf dem Burghügel befindet sich ein kleinräumig freigelegter Mauerrest.
Auf der Burg lebte der jeweilige landesherrliche Vogt der Welfen mit seiner Familie und dem Gesinde. Darüber hinaus hielten sich dort auch ein oder zwei Burgmannen mit ihren Familien auf. Im späten 14. Jahrhundert soll zeitweise Herzog Otto I. als Landesherr auf der Burg gewohnt haben. Die Anwesenheit eines Vogts auf der Burg charakterisiert sie als Gerichts- und Verwaltungssitz. Durch die Benennung als „vrideland“ oder „Fredeland“ („Befriede das Land“) signalisierten die Welfen gegenüber ihren territorialen Nachbarn Hessen und Mainz ihren Anspruch als Herren des oberen Leinetals.

## Geschichte

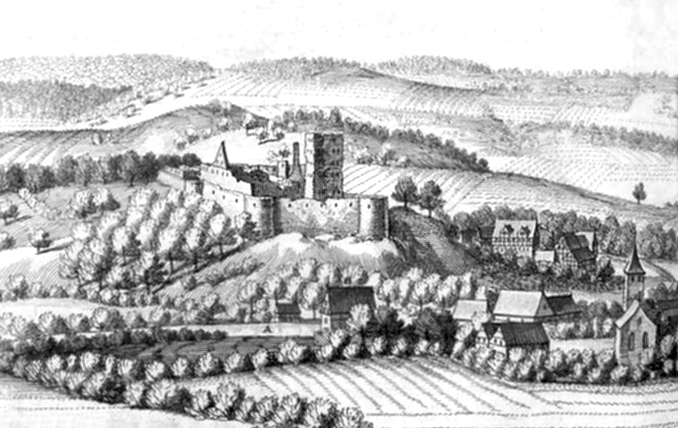
Burg Friedland nach ihrer Zerstörung im Dreißigjährigen Krieg auf einem Merian-Stich um 1654

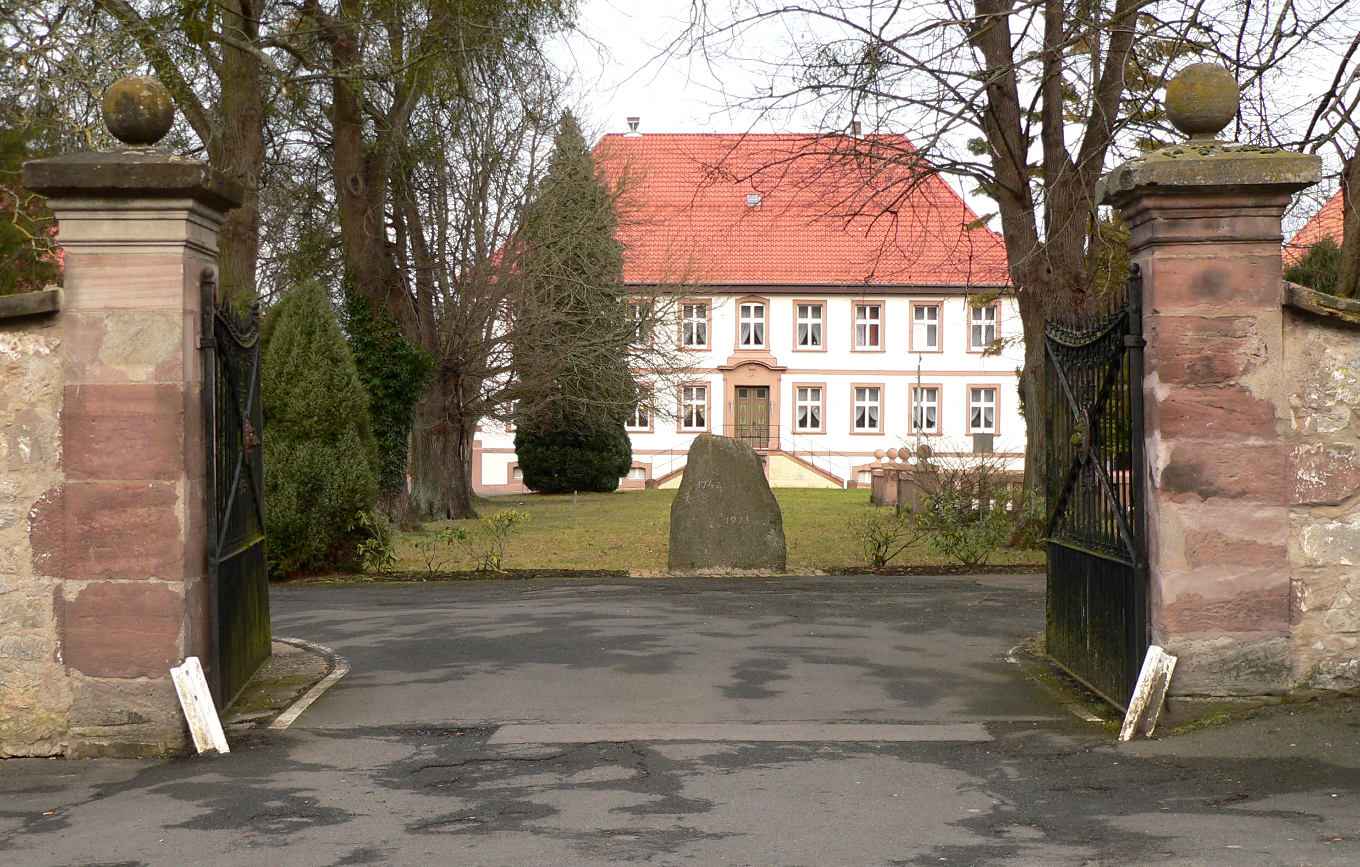
Der mit dem Steinmaterial der Burg in Friedland errichtete Amtshof

Die erste urkundliche Erwähnung der Burg Friedland erfolgte am 16. Februar 1285, als der Ritter Dietrich von Rengelrode dem Kloster Mariengarten eine Hufe Land in Wahlhausen vermachte. Als Zeuge der Beurkundung wird ein landesherrlicher welfischer Vogt mit dem Namen Wilhelm genannt, der im Jahre 1280 noch Ratgeber am herzoglichen Hof in Braunschweig war. Daher wird die Errichtung der Burg Friedland in den Jahren zwischen 1280 und 1285 vermutet.
Im 14. Jahrhundert, in der Zeit von Herzog Otto I., entwickelte sich die Burg Friedland zu einem „Raubritternest“. Durch Fehden brach der Herzog den Landfrieden und ermunterte Ritter sowie Dienstleute zu ungesetzlichem Verhalten. Es gibt Klagen des Mainzer Erzbischofs Gerlach von Nassau über Raub- und Mordtaten des Burgvogts und seiner Gefolgsleute, wie Viehdiebstahl sowie Zerstörung von Dörfern, Kirchen und Friedhöfen. Anfang des 15. Jahrhunderts war Ottos Sohn, Otto II. aus Geldmangel gezwungen, die Burg Friedland zu verpfänden. Als Pfandnehmer trat um 1425 die Kaufmannsstadt Göttingen auf. Sie konnte durch den Besitz der Burg Friedland eine bedeutende in Nord-Süd-Richtung verlaufende Handelsstraße nach Hessen sichern. Auch ermöglichte der Besitz die Vergrößerung des städtischen Einflussgebietes mit 15 Dörfern und das Vorschieben der Göttinger Landwehr nach Süden. 1445 überließ die Stadt Göttingen die Burg dem Geschlecht derer von Grone als Pfandbesitz. 1530 löste Herzog Erich I. den Pfandbesitz wieder aus, um seinen Herrschaftsanspruch in Südniedersachsen zu verdeutlichen. Auch religionspolitisch wollte der katholisch gebliebene Herzog den Einfluss der Stadt Göttingen beschneiden, die der Reformation gefolgt war.
Während des Dreißigjährigen Krieges eroberten von Johann T’Serclaes von Tilly geführte Truppen 1623 die Burg nach einer längeren Belagerung. 1625 zerstörte der kaiserliche Feldherr Wallenstein die Anlage weitgehend. Die nicht mehr als Wohn- sowie Amtssitz genutzten Baulichkeiten verfielen allmählich. Um 1740 wurde das Steinmaterial der Burgruine abgetragen und zum Bau eines neuen Amtsgebäudes, der Zehntscheune und der Amtsmühle im Ort verwendet.
1970 erfolgten Ausgrabungen an der Burgstelle. Die Archäologen stießen auf Trockenmauerwerk aus dem 13. Jahrhundert, das von Mörtelmauerwerk aus dem 16. Jahrhundert abgelöst wurde. Im Erdreich neben der Mauer fand sich das Skelett eines jungen Mannes, der durch Rädern zu Tode gekommen war.

### Siedlung

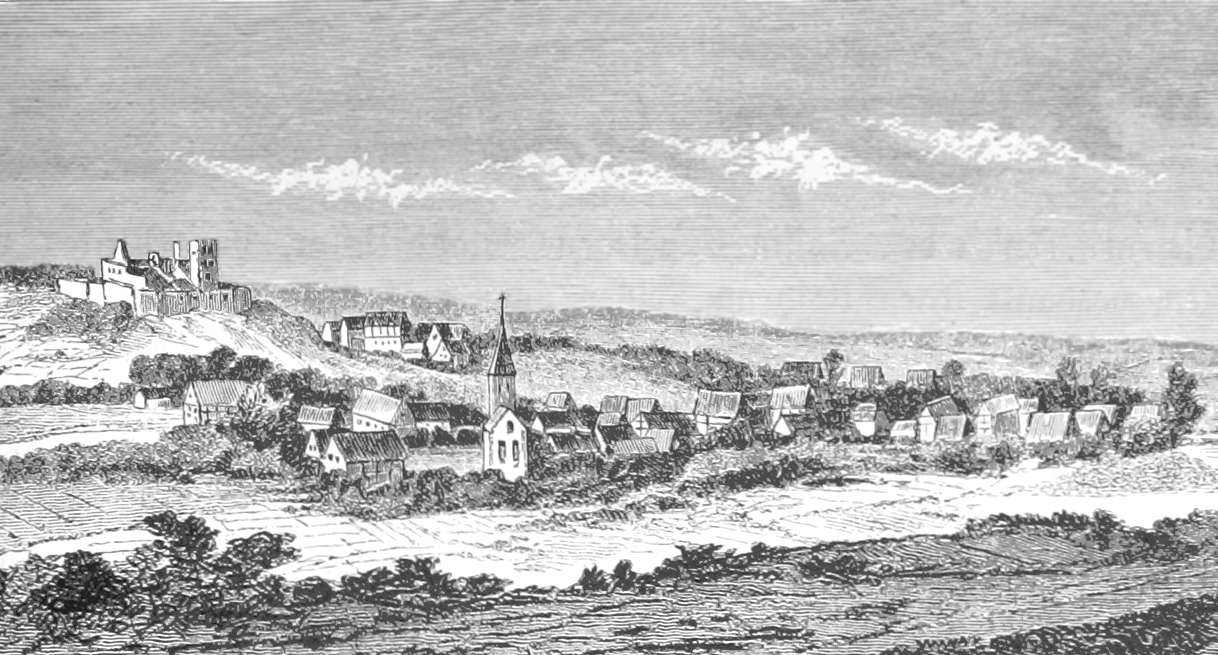
Friedland und die Ruine der Burg Friedland um 1650

Der heutige Ort Friedland entwickelte sich unterhalb der Burg aus einem Vorwerk und einer Wassermühle an der Leine. Durch die Ansiedlung von Bauernfamilien entstand daraus während des 14. Jahrhunderts eine dörfliche Siedlung, die 1401 erstmals urkundlich als Friedland genannt wird. Das Dorf behielt stets seine kleinbäuerliche Struktur bei, obwohl Orte an einem Amtssitz üblicherweise zum Flecken erhoben wurden und das Marktrecht besaßen. Friedland hat vermutlich beides nicht erhalten, da in vier Kilometern Entfernung das Klostergut Mariengarten lag, dass ein großer Wirtschaftsbetrieb und Wallfahrtsort war.